# Чадские языки

Карта распространения чадских языков в Центральной и Западной Африке.

Ча́дские языки́ — семья в составе афразийских языков. Распространены в ряде стран Западной и Центральной Африки, в частности, на севере Нигерии, Камеруна, на западе Республики Чад, на юге Нигера. Среди других афразийских языков к чадским ближе остальных стоит египетский язык.

## Классификация
Всего насчитывается более 150 чадских языков и диалектных групп. Генетически они делятся на следующие ветви:
- западночадскую (на севере Нигерии)
  - группа хауса: хауса, гвандара;
  - группа рон: фьер, тамбас, бокос, даффо-бутура, шагаву, ша, кулере;
  - ангасская группа: ангас, сура, герка, анкве, монтол;
  - группа боле-тангале: карекаре, болева, нгамо, канакуру (дера), галамбу;
  - группа баде-нгизим: баде, нгизим, дувай;
  - группа северные баучи: варджи, па’а (афа);
- центральночадскую (на северо-востоке Нигерии, в северном Камеруне, Чаде)
  - группа тера: тера, ньиматли, пидлими, джара; га’анда, нгваба, хона, бога, габин;
  - бура, марги, килба (хыба);
  - хиги; бата;
  - лааманг (хидкала) и др.;
  - вандала (мандара), гамергу, падуко, главда;
  - молоко, муянг, мада, вузлам, ваме;
  - сукур; матакам, гисига, кувок;
  - даба, хина;
  - гидер;
  - котоко (логоне, будума, мпаде и др.);
  - мусгу; маса и др.;
- восточночадскую (Чад, Центральноафриканская республика)
  - кера, нанчере, леле, сомрай, модгел, сокоро, муби, тумак, тубури, масмадже и др.

Язык хауса имеет письменность (остальные представители группы являются бесписьменными). Наибольшее число носителей — у языка хауса (около 30-40 млн человек). Для большинства из них хауса является языком межнационального общения.

## Фонетика
Фонетика чадских языков характеризуется богатым консонантизмом, имеются глоттализованные смычные — имплозивы (преглоттализованные b, d), эйективы (k, с и др.), глухие, звонкие и эмфатические согласные. Гласные различаются по долготе. Для просодической системы характерны противопоставления тонов, имеющих грамматическое и лексическое значение.

## Морфология
Во многих языках группы различаются мужской и женский род имён и местоимений. Глаголы имеют развитую систему видовременных форм (во многих языках выражаемую аналитическими показателями, часто образующими единый комплекс с личными приглагольными показателями субъекта), пород: интенсив, итератив, каузатив, рефлексив и др., выражаемых посредством суффиксов, внутренней флексии, редупликации, иногда префиксов. В местоимениях центрально-чадских языков противопоставлены эксклюзив и инклюзив.